# (11433) Gemmafrisius
(11433) Gemmafrisius ist ein Asteroid des inneren Hauptgürtels, der am 16. Oktober 1977 von dem niederländischen Astronomenehepaar Cornelis Johannes van Houten und Ingrid van Houten-Groeneveld entdeckt wurde. Die Entdeckung geschah im Rahmen der 3. Trojaner-Durchmusterung, bei der von Tom Gehrels mit dem 120-cm-Oschin-Schmidt-Teleskop des Palomar-Observatoriums aufgenommene Feldplatten an der Universität Leiden durchmustert wurden, 17 Jahre nach Beginn des Palomar-Leiden-Surveys. Unbestätigte Sichtungen des Asteroiden hatte es vorher schon im März 1953 unter der vorläufigen Bezeichnung 1953 FB1 an der Landessternwarte Heidelberg-Königstuhl gegeben.
Der Asteroid gehört zur Nysa-Gruppe, einer nach (44) Nysa benannten Gruppe von Asteroiden (auch Hertha-Familie genannt, nach (135) Hertha). Er befindet sich in einer 1:2-Bahnresonanz mit dem Planeten Mars.
Der mittlere Durchmesser des Asteroiden wurde mit 3,390 km (±0,152) berechnet.
(11433) Gemmafrisius wurde am 9. April 2009 nach dem Mediziner, Astronomen, Mathematiker, Kartografen und Instrumentenbauer Jemme Reinersz (1508–1555) benannt, der unter dem Namen Gemma Frisius bekannt ist. Nach Gemma Frisius war schon 1935 ein Mondkrater der südlichen Mondhemisphäre benannt worden: Mondkrater Gemma Frisius.